# Delčevo
Delčevo (v makedonské cyrilici Делчево), je město ve Východním regionu Severní Makedonie. Má celkem 11 500 obyvatel. Nachází se na úpatí hory Golak, 164 km východně od severomakedonské metropole Skopje.

## Název
Město několikrát během svých dějin změnilo název, především z politických důvodů. Původně bylo známé pod názvem Vasilevo. Během existence Osmanské říše neslo název Sultaniye. Od roku 1951 nese město název podle bulharského/makedonského revolucionáře, Goce Delčeva.

## Historie
Většina obyvatel města po příchodu Turků konvertovala k islámu a město sám osobně několikrát navštívil turecký sultán. Podle záznamů Evlije Čelebiho se jednalo v 17. století o město muslimské, kde se nacházelo zhruba sto domů a jedna mešita. Vzhledem k tomu, že místní Slované neuměli turecky, začal se velmi brzy používat název Carevo Selo, který se ustálil jako oficiální název a používal se i po značnou část 20. století. 
Roku 1856 zde byl postaven kostel Zesnutí přesvaté Bohorodice, dnes existující. V polovině 19. století se díky živému trhu postupně začal zvyšovat i počet obyvatel.
Během první balkánské války velká část místního tureckého obyvatelstva odešla zpět do zmenšené vlasti. Počet obyvatel sídla se tak snížil na čtrnáct set. Před vypuknutím první světové války tak bylo Carevo Selo pohraničním srbským městem, počet obyvatel dosahoval jen 1701. V meziválečném období do obce přišli nové kolonisté a dosídlili ji.  
Po druhé světové válce byl v Delčevu postaven velký kultruní dům pojmenován po zasedání ASNOM během druhé světové války. V 60. letech 20. století byl zastavěn druhý břeh řeky Bregalnica, která Delčevem protéká (a vznikly tak lokality Novo Delčevo a Milkovo Brdo). Postavena byla také kanalizační síť a sídlo získalo asfaltové ulice. Stejně jako v řadě dalších měst bývalé Jugoslávie i zde se nachází brutalistní památník připomínající boj partyzánů.

## Obyvatelstvo
Z celkových cca 11 500 obyvatel se drtivá většina hlásí k makedonské národnosti, největší zastoupenou menšinou jsou Romové.

## Sport
Místní fotbalový klub nese název FK Bregalnica Delčevo a po významném literátovi je pojmenován i místní fotbalový stadion.